# Spring Grove (Illinois)
Spring Grove és una vila dels Estats Units a l'estat d'Illinois. Segons el cens del 2000 tenia 3.880 habitants.

## Demografia
Segons el cens del 2000, Spring Grove tenia 3.880 habitants, 1.166 habitatges, i 1.045 famílies. La densitat de població era de 241,2 habitants/km².
Dels 1.166 habitatges en un 54,5% hi vivien nens de menys de 18 anys, en un 84,5% hi vivien parelles casades, en un 3,7% dones solteres, i en un 10,3% no eren unitats familiars. En el 7,5% dels habitatges hi vivien persones soles el 2,2% de les quals corresponia a persones de 65 anys o més que vivien soles. El nombre mitjà de persones vivint en cada habitatge era de 3,33 i el nombre mitjà de persones que vivien en cada família era de 3,52.
Per edats la població es repartia de la següent manera: un 35,3% tenia menys de 18 anys, un 4,9% entre 18 i 24, un 33,7% entre 25 i 44, un 20,8% de 45 a 60 i un 5,3% 65 anys o més.
L'edat mediana era de 34 anys. Per cada 100 dones de 18 o més anys hi havia 96,9 homes.
La renda mediana per habitatge era de 80.542 $ i la renda mediana per família de 82.996 $. Els homes tenien una renda mediana de 60.933 $ mentre que les dones 33.882 $. La renda per capita de la població era de 25.506 $. Aproximadament l'1,7% de les famílies i el 2,4% de la població estaven per davall del llindar de pobresa.

## Poblacions properes
El següent diagrama mostra les poblacions més properes.